# Calètes
Pour un article plus général, voir Pays de Caux.
Les Calètes (Κάλετοι chez Strabon) sont un peuple de la Gaule belgique qui demeurait dans les actuels pays de Caux, auquel ils donnèrent leur nom, et pays de Bray.
Les oppida les plus importants sont celui de Sandouville (144 ha, l'un des 5 plus grands de la Gaule), les Fossés de Bénouville à Étretat (64 ha), L’Hôpital à Quièvrecourt (63 ha), la Cité de Limes à Bracquemont (52 ha) et le Camp de Canada à  Fécamp (20 ha).
Leur chef-lieu était peut-être Calidu, oppidum de localisation incertaine. À l'époque romaine une civitas est fondée sous le nom de Juliobona (aujourd'hui Lillebonne). Une autre place importante,  Caracotinum prendra à l'époque normande le nom de Harfleur.

## Origines et étymologie

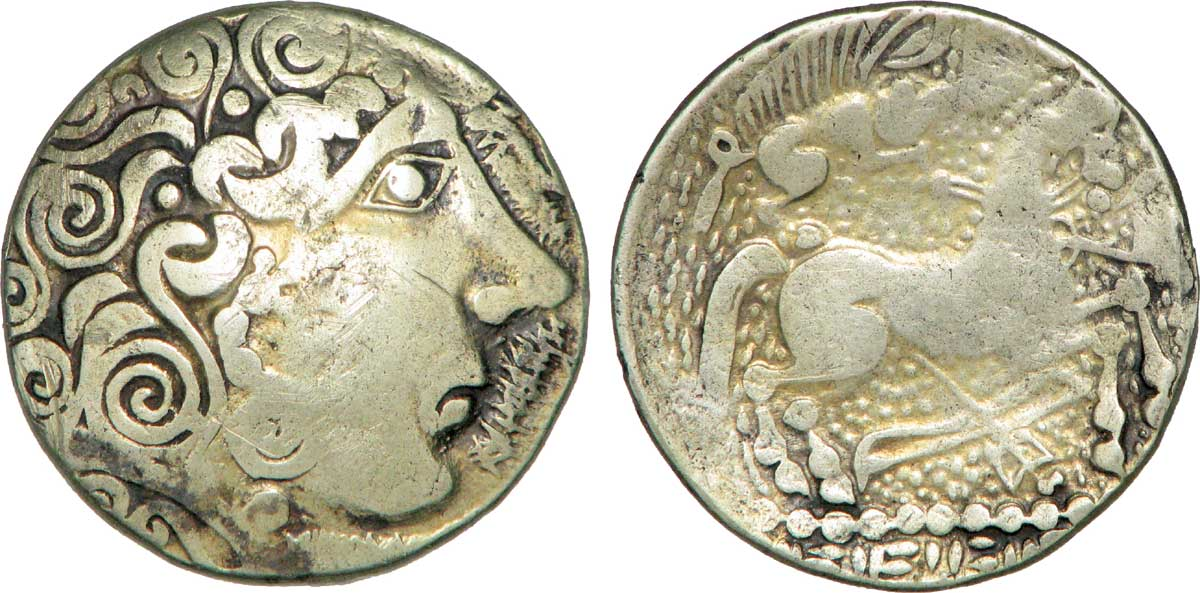
Calètes (Pays de Caux) Hémistatère “au sanglier aurige”. Date : Description avers : Tête d’Apollon à droite, la chevelure ornementée en esses enchevêtrées ; la base du cou ornée et deux motifs de pomme de pin (?) devant le visage.

L’ethnonyme Calètes ou Caleti (καλετοι en grec) est basé sur un radical calet-, caleto-, thème de nom gaulois signifiant « dur »,,,. Cette racine se perpétue en brittonique dans le breton kalet / kaled « dur » et le gallois caled « dur » et est apparentée par l'indo-européen à la racine germanique hard « dur ».

## Emprise géographique
Les Calètes sont un peuple celte qui, en sus de la proximité géographique, a des intérêts communs avec ses voisins armoricains ou belges. Si leur rattachement aux peuples belges tient à leur situation géographique au nord de la Seine, on les retrouve associés aux autres peuples gaulois des côtes de la Manche et cités à deux reprises comme appartenant à la "fédération armoricaine" (selon Jules César), comme les Ambiani de l'embouchure de la Somme.
Leur territoire voisinait avec celui des Véliocasses, des Ambiens et des Bellovaques dont ils étaient clients.

## Histoire

### Formation
Les Calètes, arrivés dans la région au IVe siècle av. J.-C. avec d'autres peuples belges, ont constitué la dernière vague connue de migrants celtes. Des pièces de monnaie des Calètes ont été retrouvées lors de fouilles.

### Conquête romaine
Lorsque ces derniers mirent sur pied, en 57 av. J.-C., une coalition belge destinée à tenter de contrer la conquête par Jules César de la Gaule belgique, les Calètes leur fournirent un contingent de 10 000 hommes. En -52, ils envoyèrent à Vercingétorix un contingent de 20 000 hommes à l'armée de secours destinée à tenter de secourir Alésia assiégée par les Romains. L’année suivante, ils se joignent à la révolte des peuples belges menée par Correos, chef de la coalition des peuples bellovaque et véliocasse.
Le récit de la campagne militaire de Jules César (De Bello Gallico : « Commentaires sur la guerre des Gaules », livre II, 4, 9 ; livre VII, 75, 3-4, livre VIII, 7, 4) donne des détails sur les Calètes. Les auteurs antiques à avoir parlé des Calètes sont Strabon dans sa Géographie (livre IV, 1) ; Pline l'Ancien dans son Histoire naturelle (livre IV, 107) et Ptolémée dans sa Géographie (livre II, 8).

### Vers le royaume de Syagrius et la conquête mérovingienne
Au Ve siècle, lorsque l’autorité de Rome commença à décliner, les Calètes se joignirent, avec les Namnètes, Coriosolites, Riedones, Abrincates, Unelles, Lexoviens, Ésuviens, Viducasses, Andecaves, Aulerques (Diablintes, Cénomans et Éburovices), Véliocasses et Parisii, aux Vénètes au sein d’une vaste confédération armoricaine destinée à assurer le pouvoir laissé vacant par l'effondrement de l'empire[réf. nécessaire].